# Engel József (nagyiparos)
Jánosi Engel József (Pécs, 1851. november 21. – Mecsekjánosi, 1939. november 25.) magyar üzletember, zeneszerző, zenekritikus, műgyűjtő és író volt. Irodalmi művei németül, az anagrammatikus J. E. de Sinoja álnév alatt jelentek meg.
A Monarchia udvari tanácsosa címet (Hofrat) viselte. Elnöke is volt a pécsi zsidó hitközségnek, de egyik birtokán saját költségén katolikus iskolát létesített.
Nagy tehetséget mutatott a zene iránt, de szigorú apja a kiterjedt családi üzletek továbbvitele felé terelte. Schweitzer József írta róla A Pécsi Izraelita Hitközség története című könyvében: "...tisztelet övezi Jánosi Engel Józsefet, akit a millennium korában Baranya legtekintélyesebb zsidó személyiségeként emlegetnek. A kor zsidó nagypolgárságának érdekes képviselője. Az öröklött vagyont megtartja, sőt növeli is, de a gazdasági sikerek nem jelentenek számára lelki kielégülést. Igazi szerelme az irodalom és a zene."

## Élete

### A családról
Édesapja, Engel Adolf, elismert és tevékeny pécsi zsidó üzletember volt, aki az 1885. évi budapesti világkiállítás alkalmával kapta a "Jánosi" nemesi előnevet I. Ferenc Józseftől.
Az üzleti "dinasztiaalapító" Engel Adolf apja, Péter 1795-ben Bonyhádról került Pécsre, ahol az ő Zrínyi u. 12. alatti házának egyik szobája lett Pécs első zsinagógája, 1843-ig. A másik ágon, Adolf anyja, Süsskind Mária Frankfurt am Mainból jött Magyarországra, és első férje révén Németbólyba került, majd Fünfkirchenbe (Pécsre). Adolf négyévesen elvesztette az apját. Tizenegyévesen batyus vándorkereskedő lett, és innen küzdötte fel magát az ország legnagyobb vállalkozói közé. Önerőből tanult meg magyarul, franciául és héberül. Kilenc gyermeke született, és ő nevelte fel öccse, Simon árván maradt öt gyermekét is. (Utóbbiak közül Engel Miksa utóbb az utasbiztosítás feltalálója lett.) 1848-ban nemzetőrködött. 1880-ban vásárolta meg Alfred Montenuovo hercegtől a Jánosi-birtokot. 1886-ban kapott nemesi címerébe az assiduo labore (szünet nélkül munkálkodni) mondatot íratta.

## Zenekritikus, zeneszerző
Csodagyerekként emlegették. 14 éves korában írása jelent meg a Wanderer című tekintélyes bécsi lapban Reményi Ede pécsi hangversenyéről. 18 éves korában jelentős művet írt, amely szembeszállt Richard Wagner Das Judentum in der Musik (Judaizmus a zenében) című esszéjével. (Ez azonban nem jelentett akadályt, hogy személyesen jó kapcsolatot ápoljanak. Ismertetes, hogy 1874-ben Karlsbadból jövet Engel meglátogatta Wagnert és feleségét, Liszt Ferenc leányát Bayreuthban.)
Ungarische Elegie címen Engel zongoraművet komponált Deák Ferenc tiszteletére, egy 1877-es tudósítás szerint.
Hat évvel halála előtt jelent meg 300 oldalas zenetörténeti-zenekritikai összefoglaló műve, Das Antisemitentum in der Musik (Antiszemitizmus a zenében) címen.

## Az irodalomban
Szülővárosában tudták, hogy írással is foglalkozik, de nem vált ismertté ezen a téren, mivel németül írt és álnéven.
Négy zsidó tárgyú drámája Drezdában jelent meg: Die Marranen (1900), Im Beichtstuhl (1902), Der Kabbalist (1909) és Der Kaufmann von Rom oder: Shylock’s Urgestalt (1925). Az utolsó Shakespeare A velencei kalmár című 1596-os darabjának újrafogalmazása a történelmi hűség érdekében.
Meyerbeer és a zsidóság című tanulmánya a Múlt és Jövőben jelent meg.
1873-ban Karlsbadban találkozott Turgenyevvel, akivel levelet is váltottak.
1904-ben jelent meg Die Ehre der Zeitung (Az újság tisztessége) című könyve, amelyben a sajtó szenzációhajhászását és üzletszerű ferdítéseit támadja.
1933-ban az az Amalthea Verlag adta ki Das Antisemitentum in der Musik (Antiszemitizmus a zenében) című 300 oldalas összefoglaló kötetét.
Művészetpártoló is volt. Anyagi támogatásával jelent meg például Honthy István Két veréb dalai című verskötete 1903-ban.

## Magánélete
Apja jánosi Engel Adolf (Pécs, 1820 – Bécs, 1903), anyja Justus Anna (Tevel, 1824 – Bécs, 1914). Felesége Justus Rózsa (Pécs, 1860 – Pécs, 1890). Testvérei: Engel Lajos, Ilona, Sándor, Berta, Gyula, Móric, Lujza és Mariann.
Első fiának (Engel Richárd, Pécs, 1882 – Mauthausen, 1945) Richard Wagner iránti tiszteletből adta a Richárd nevet, a második fiú pedig (Engel Róbert, Pécs, 1883 – Pécs, 1943) Robert Schumann keresztnevét kapta.
Pécsnek nagy szeretője volt. Rákóczi úti irodájából naponta felsétált a mai Hunyadi János úton át a Mecsek zöldjébe. Bár németül írt, magyar hazafinak érezte magát. Mikor 1899-ben leleplezték Erzsébet királyné emlékszobrát, ő érte el, hogy az osztrák mellett a magyar himnuszt is eljátsszák, aztán magyar beszédet tartott és a magyarság nevében koszorút helyezett el.
Sírja a pécsi Szív utcai zsidó temetőben van. Sírkövén ez olvasható: "Az értelmesek fénylenek, mint az égboltozat fényessége".
Engel Józsefnek óriási mű- és régi nyomtatvány gyűjteménye volt, amely a háborúval elenyészett.